# Resolução 42 do Conselho de Segurança das Nações Unidas
Resolução 42 do Conselho de Segurança das Nações Unidas, aprovada em 5 de março de 1948, convocou os membros permanentes do Conselho a consultar e informar sobre a situação na Palestina e fazer recomendações à Comissão Palestina das Nações Unidas. A resolução também apelou a todos os governos e povos, especialmente aqueles em torno da Palestina para ajudar a situação de qualquer maneira possível.
Foi aprovada com 8 votos, com abstenções da Argentina, Síria e o Reino Unido.